# スリルな夜!
スリルな夜!（スリルなよる）は、AbemaTVで2016年4月12日から毎週火曜日の23:00 - 翌1:00に配信されていた、恋愛トークバラエティ番組。副題はEROTIC TUESDAY NIGHT。

## 概要
バービーがメインMCを務めるバラエティ番組。時期によって大きく内容が変わるが、女性による女性のためのエロティックバラエティというテーマは一貫していた。
初期はロケバスならぬロケハマーから街行く女性に声をかけ、スリガラス越しに悩みや恋愛事情を調査する恋愛トークバラエティとして配信。悩みを告白してくれた女性には叙々苑の食事券を贈呈していた。
悩みを持つ女性タレントの自宅を訪問し、悩みの解決とプロフィールの真偽を検証する時期を挟み、2017年9月以降は「脱毛」、「勝負下着」、「感染症」、「女性向けアダルトグッズ」、「バストケア」など、女性の気になるワンテーマを掘り下げ、最新事情を紹介するものとなっていた。
番組開始以来2時間生配信の番組であったが番組編成改編により2017年10月11日より1時間番組となった。
2018年3月28日、第100回となる生配信で最終回。当初の舞台であった渋谷を舞台に感謝の挨拶回りスペシャルとして隔週レギュラーの峰、夏目がそろって出演。過去ミス・スリルに選ばれた原満莉菜、奈良歩実。そして金子智美ら歴代名物出演者が待つ思い出のロケ地をハマーで巡った。ナレーターの林はビキニパンツで出演。

## 出演者

### MC
- バービー（2016年4月12日 - 最終回）
- 隔週レギュラー：峰なゆか（2016年4月12日 - 最終回）、夏目花実[4]（2016年5月10日 - 最終回）第99回、第100回は2人そろって出演。

### ナレーション
- 林雅貴[5]

## 過去のMC
- 鎌田安里紗（2016年4月12日）
- 西川瑞希（2016年4月19日）
- 平尾優美花（2016年4月26日）
- なちゅ（2016年5月3日）

## スタッフ
- 制作：ビーフィット[6]

## 関連番組
- 火曜THE NIGHT – 後番組。ともに生配信のため、出演者が相互にゲスト出演したことがある。最終回にも矢口、岡野が揃ってVTR出演。